# لاسزلو داجكا
لاسزلو داجكا (بالمجرية: Dajka László)‏ (مواليد 29 أبريل 1959) هو لاعب كرة قدم. يلعب مع منتخب المجر لكرة القدم. سبق له أن لعب في كأس العالم لكرة القدم مع منتخب بلاده.

## روابط خارجية
- لاسزلو داجكا على موقع الاتحاد الدولي (مؤرشف)  (الإنجليزية)
- لاسزلو داجكا على موقع قاعدة بيانات كرة القدم.إي يو (الإنجليزية)
- لاسزلو داجكا على موقع ناشيونال فوتبول تيمز (الإنجليزية)